# Ремимазолам
Ремимазолам — лекарственное средство группы бензодиазепинов. Одобрен для применения: Япония (2020), США (2020)

## Механизм действия
Бензодиазепин.

## Показания
Седация при проведении процедур до 30 мин.

## Противопоказания
- Гиперчувствительность к декстрану 40.